# Hülsdonk (Moers)
Hülsdonk, in alten Dokumenten auch „Hulßdunck oder Hülsdonck“, ist ein Wohngebiet, amtlich Wohnplatz, im Stadtteil Moers der Stadt Moers im Kreis Wesel, Nordrhein-Westfalen. Aktuell gehört der Wohnbereich Hülsdonk zu den Gebieten in Moers, in dem kein Anstieg der Bevölkerungszahl mehr erfolgt, da von Ende 2014 auf Ende 2015 diese um 19 Personen abnahm.

## Lage

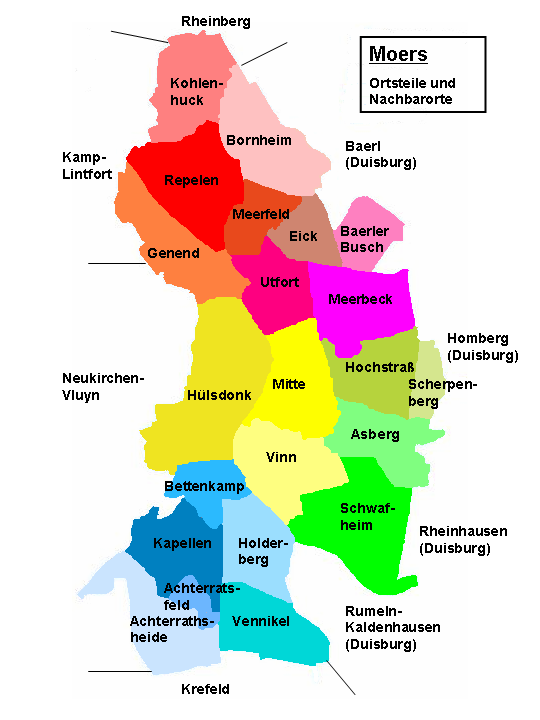
Wohnplätze von Moers:

Die Stadt Neukirchen-Vluyn begrenzt im Westen Hülsdonk, während ansonsten andere Wohngebiete der Stadt Moers den Wohnplatz umgeben. Dies sind im Norden Genend, im Nordosten Utfort, im Westen Moers-Mitte, dem historischen Stadtgebiet von Moers in der ehemaligen Grafschaft Moers, im Südwesten Vinn und im Süden Bettenkamp. Verkehrstechnisch liegt Hülsdonk an den Autobahnen 40 und 57. Die BAB 40, die von West nach Ost verläuft, ist im Süden mit dem Autobahnkreuz Moers die Grenze zu Bettenkamp. Die Autobahn 57 verläuft von Nord nach Süd. In den nördlichen Bereichen verläuft sie westlich außerhalb von Hüsdonk und im Süden durch das Ortsgebiet. 

## Geschichte
Spuren von dem zumindest zeitweiligen Aufenthalt von Menschen im Bereich höherer Gebiete von Hülsdonk gibt es seit der Steinzeit. Umfangreiche Funde im Bereich einer Hochfläche zwischen Hülsdonker Fleut- und Weyersgraben stammen von Siedlungen und deren Gräberfeldern von der Stein- bis zur Jüngeren Bronzezeit und der Frühen und Mittleren Eisenzeit. Neben Keramikscherben, die von hier während der Römerzeit siedelnden Germanen stammten, belegt der Rest eines mit Holz gefassten Brunnens von etwa 800 n. Chr. auch eine Besiedlung im Frühmittelalter.
Geistlicher Grundbesitz in Hülsdonk durch die Abtei Werden im Frühmittelalter ist nachweisbar. Über Bauernhöfe und deren Bewohner sind im Hochmittelalter nur begrenzte eindeutige Nachweise vorhanden. Einer der ältesten urkundlichen Nachweise hierfür ist in einem Register des Klosters Kamp von 1234 angeführt. Entsprechend diesem Register gibt ein „Gerhard von Hülsdonk“, in Gegenwart des Grafen Dietrich II. von Moers, die seinem Bruder vom Kloster Kamp überlassenen Güter zurück. Dieser Bruder „Ritter Reinold von Hülsdonk“ hatte 1230 in einer Urkunde dem Kloster Kamp bestätigt, dass er die Güter zum Nießbrauch erhalten habe. Weitere Erwähnungen von Hülsdonk sind von 1374 die Angabe, dass ein Hermann Hoensolaer (Honselar) auf der Hülsdonk lebte und dass 1501 die Überführung des Leichnams von Bernhard von Moers von der Burg Krakau nach der Stadt Moers an einem Schlagbaum vor Hülsdonk aufgehalten wurde.

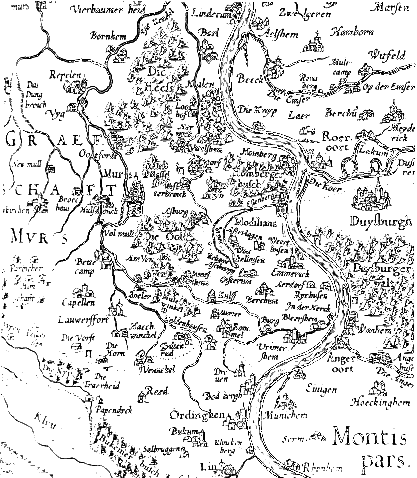
Karte der Grafschaft Moers von Gerhard Mercator 1591 mit Hülsdonck

In einer Aufzählung der Siedlungen und Bauerschaften von 1624, für die das Stadtgericht Moers zuständig war, wurde auch die Siedlung Hülsdonk angeführt. Hülsdonk gehörte zum Kirchspiel Moers und war bis Anfang des 20. Jahrhunderts ein von der Landwirtschaft geprägtes Gebiet, das in der historischen Grafschaft Moers lag und durch den östlich verlaufenden Moersbach von der Stadt Moers getrennt war. Ab 1797 wurde der Ort vorübergehend französisch im Departement de la Roer und Kanton Moers. 1800 wurde die Mairie Moers gebildet. Diese Mairie war neben der Stadt auch zuständig für Asberg, Fünderich, Hochstraß, Hülsdonk, Vinn und Schwafheim.
Ab 1814 waren wie vor dem französischen Intermezzo die Preußen wieder die Landesherren. In einer Beschreibung des Regierungsbezirkes Düsseldorf in der Rheinprovinz von 1836 gehörte Hülsdonk zur Landbürgermeisterei Moers und hatte in dieser als eine der sechs Gemeindeteile zusammen mit den Weilern Sandfort und Herck einen eigenen Spezialhaushalt. Im Weiler Hülsdonk lebten 1834 insgesamt 279 Bewohner in 35 Wohngebäuden. Die Daten für Sandfort waren 43 Bewohner und 7 Wohngebäude und Herck 28 Bewohner und 4 Häuser. Bis auf 3 Katholiken gehörten die gesamt 350 Bewohner zum protestantischen Glauben.
Gegen Ende des 19. und zu Beginn des 20. Jahrhunderts wurden im Gebiet der Landbürgermeisterei Moers Kohlezechen errichtet, wodurch der Bedarf an Arbeitskräften stark anstieg. Dies führte in den näheren Bereichen der Zechen zu neuen Siedlungen und der Aufgabe von Bauernhöfen, da deren Grundstücke sowohl für die Zechengelände wie auch für die Arbeitersiedlungen benötigt wurden. Da auf dem Gebiet von Hülsdonk keine Zeche errichtet wurde, blieb hier die Landwirtschaft bis Anfang 1900 unverändert die Haupterwerbsquelle für die Bewohner und die Anzahl der Neuankömmlinge blieb gering. Noch 1896 waren fast drei Viertel der Beschäftigten in der Landwirtschaft tätig.
Auch nach Ende der französischen Periode 1815 blieb Hülsdonk bis 1906 eine selbstständige Ortschaft und gehörte zur Landbürgermeisterei Moers. 1901 bestand die Gemeinde aus dem Dorf Hülsdonk und den zugehörigen Bauerschaften Herk und Sandfort; die Anzahl der Bewohner betrug 564. Am 1. April 1906 wurde die Gemeinde gemeinsam mit Asberg, Hochstraß, Schwafheim und Vinn nach Moers eingemeindet. Zu diesem Zeitpunkt hatte die Ortschaft 531 Bewohner.
Nach 1945 verringerte sich die Anzahl der Bauernhöfe in Hülsdonk. Inzwischen wird nur noch in den Bereichen südlich, westlich und nördlich vom Kerngebiet Landwirtschaft betrieben. Im nördlichen Ortsgebiet unterhalb des Bereiches von Sandfort ist sowohl nördlich wie südlich der Rheurdter Straße großflächig ein Gewerbegebiet entstanden, in dem sich viele mittelständische Betriebe angesiedelt haben. Dagegen ist der mittlere und westliche Bereich von Hülsdonk eine beliebte Wohngegend von Moers mit vielen Einzelhäusern. Wohnblocks und Arbeitersiedlungen sind wenig oder nicht errichtet worden.

## Sehenswürdigkeiten
In der Liste der Baudenkmäler in Moers ist für Hülsdonk ein Baudenkmal aufgeführt:
- der Ueltgesforthof (Zum Ueltgesforthof), ein großer Niederrheinischer Bauernhof